# Райли, Джон
Джон Райли (англ. John Riley, Ryley; 1646, Лондон — март 1691, Лондон) — английский живописец-портретист. Писал портреты королей Карла II и Якова II, был придворным художником Вильгельма III Оранского и Марии II. Одним из его учеников был Джонатан Ричардсон.

## Биография
Джон Райли родился в Лондоне, в семье одного из сыновей Уильяма Райли, ланкастерского герольда и хранителя архива в лондонском Тауэре. Его брат Томас Райли стал актёром. Джон изучал живопись у Исаака Фуллера и Джерарда Соста, у последнего перенял простой и выразительный стиль портретной живописи, который сделал его портреты достойными внимания. Райли не достиг большой известности до смерти сэра Питера Лели в 1680 году, когда он получил шанс стать придворным художником. Король Карл II дал Райли несколько заказов, и в конце концов сам решился позировать, по-видимому, сказав о результате: «Это похоже на меня? Тогда я уродливый парень!».
Райли также создал портреты Якова II и Марии Моденской, а после вступления на престол Вильгельма III и Марии II он был назначен придворным художником вместе с сэром Готфридом Кнеллером, хотя после этого прожил всего три года.
По сведениям современников Райли был скромным человеком, неуверенным в своём искусстве, но его портреты правдивы и реалистичны. С большей самоуверенностью он мог бы достичь положения Лели или Кнеллера. Его самыми успешными работами часто называют три необычных портрета слуг. Он написал большую картину, изображающую Бриджит Холмс в полный рост (1686). Она была «необходимой женщиной» при дворе, в обязанности которой входило опорожнение и чистка ночных горшков и уборка королевских покоев. Служила во времена правления Карла I, Карла II, Якова II, Вильгельма III и Марии II. Два других, меньших по размеру, портрета слуг — Кэтрин Эллиот (в Королевской коллекции) и «Поварёнок» в Картинной галерее Крайст-чёрч, Оксфорд.
Помощником Райли был Джон Клостерман, он писал драпировки и аксессуары и закончил несколько картин Райли после его смерти.
Райли, страдавший подагрой, умер в марте 1691 года и был похоронен в церкви Св. Ботольфа в Бишопсгейте (Лондон). Реестры церкви содержат различные записи, относящиеся к его семье, в том числе о захоронении 11 января 1692—1693 годов его жены Джобед (Jochebed).
Среди учеников Райли был Джонатан Ричардсон, который женился на племяннице Райли и, будучи учителем Томаса Хадсона (который, в свою очередь, был учителем сэра Джошуа Рейнольдса), продолжил национальную традицию в искусстве портретной живописи.

## Галерея

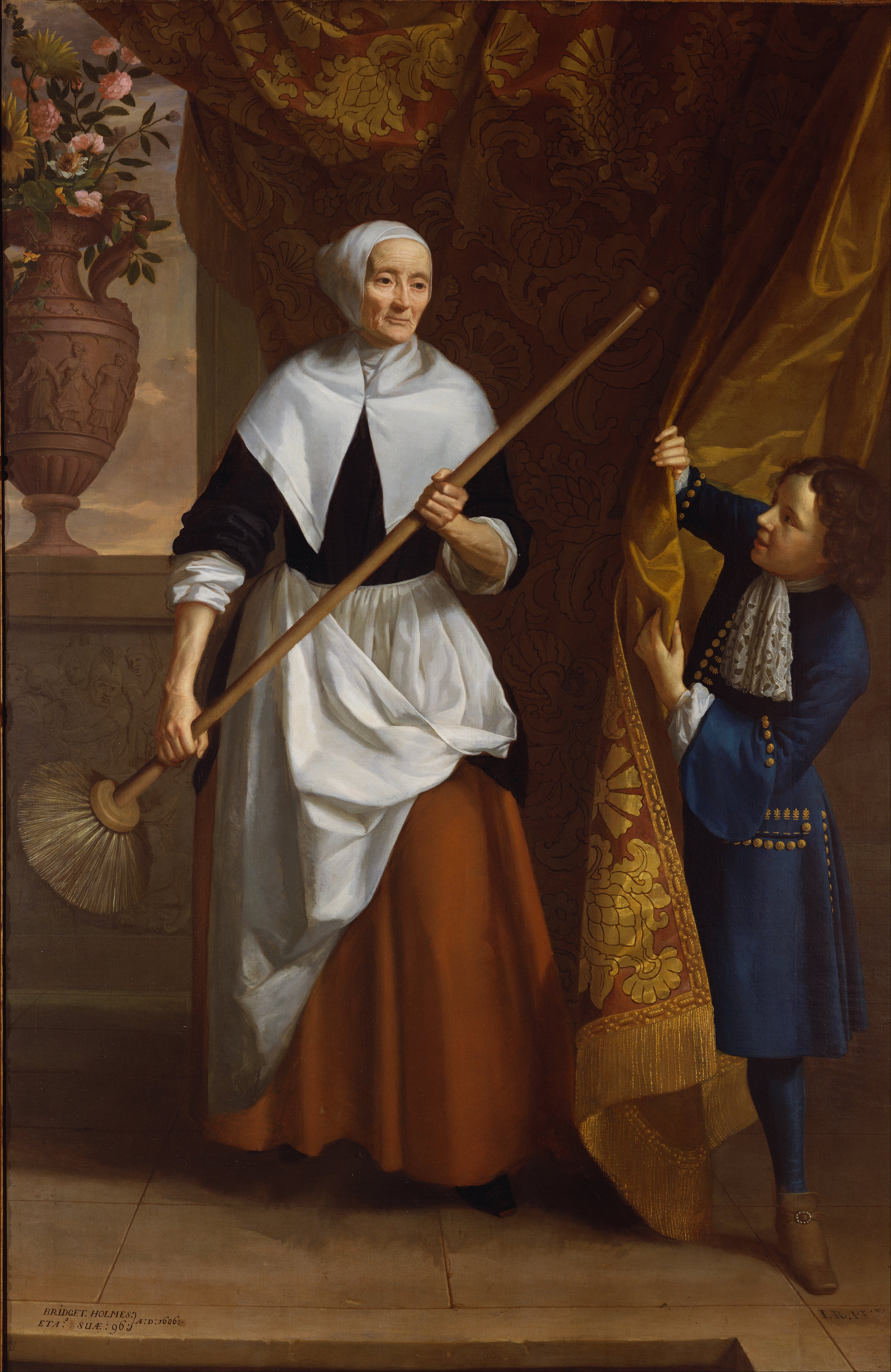
Бриджит Холмс. 1686. Холст, масло. Королевская коллекция
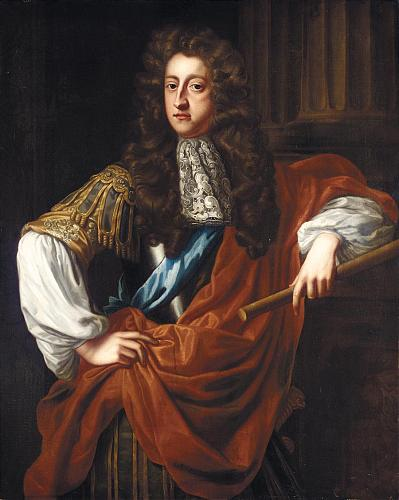
Георг Датский. Ок. 1687.
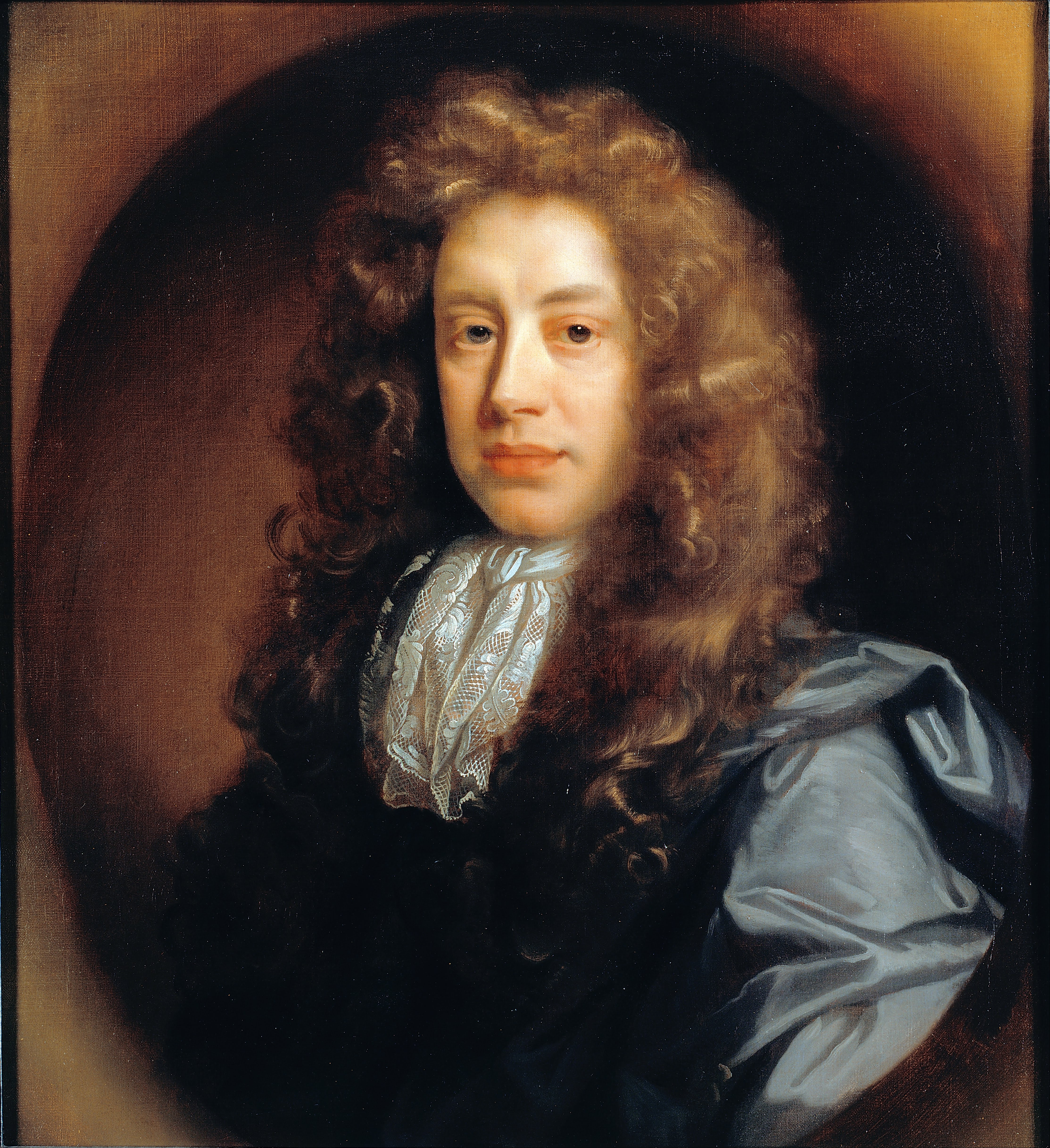
Барон Джон Сомерс. 1680-е гг. Холст, масло. Далиджская картинная галерея, Лондон
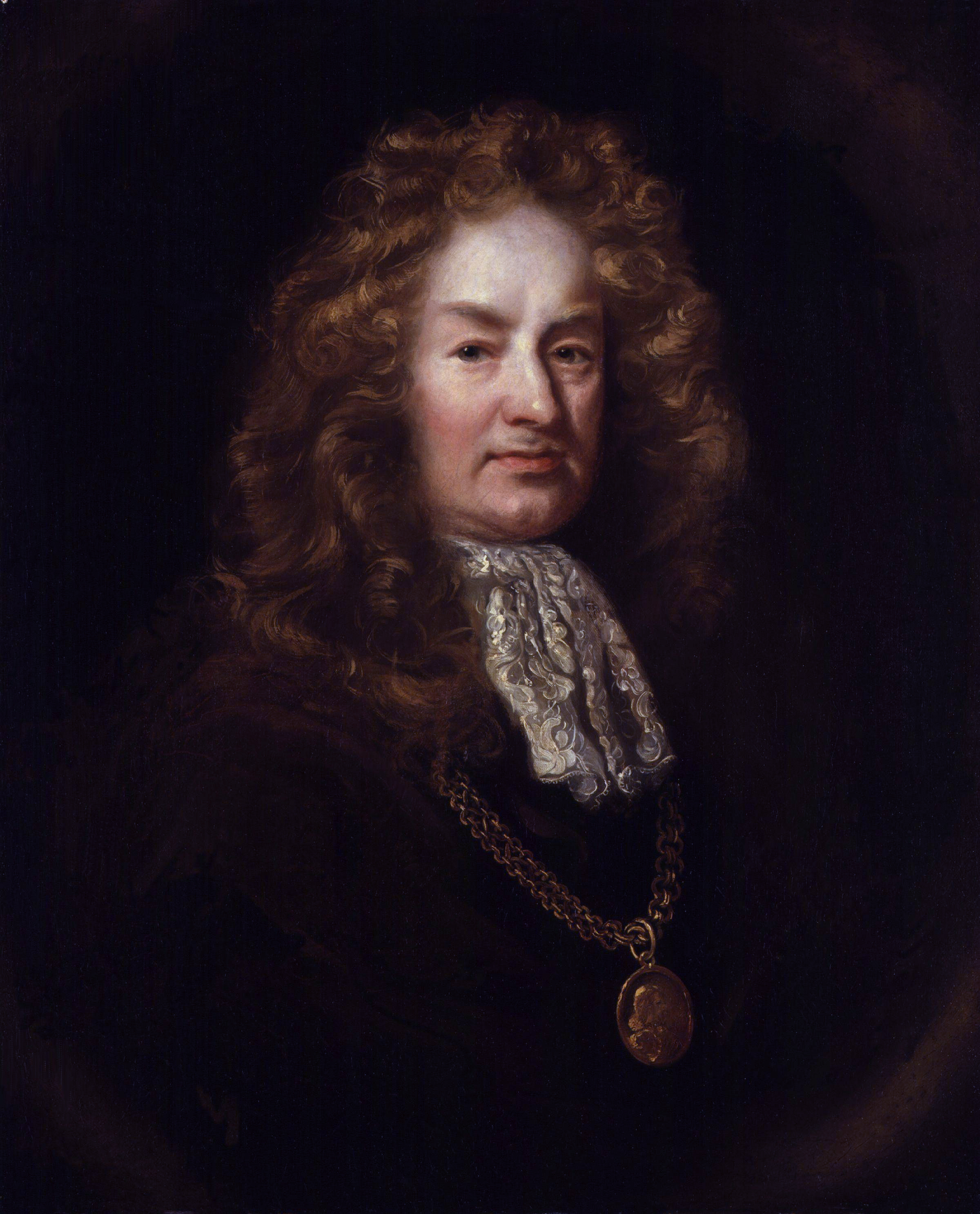
Элиас Эшмол. 1680-е гг. Холст, масло. Национальная портретная галерея, Лондон
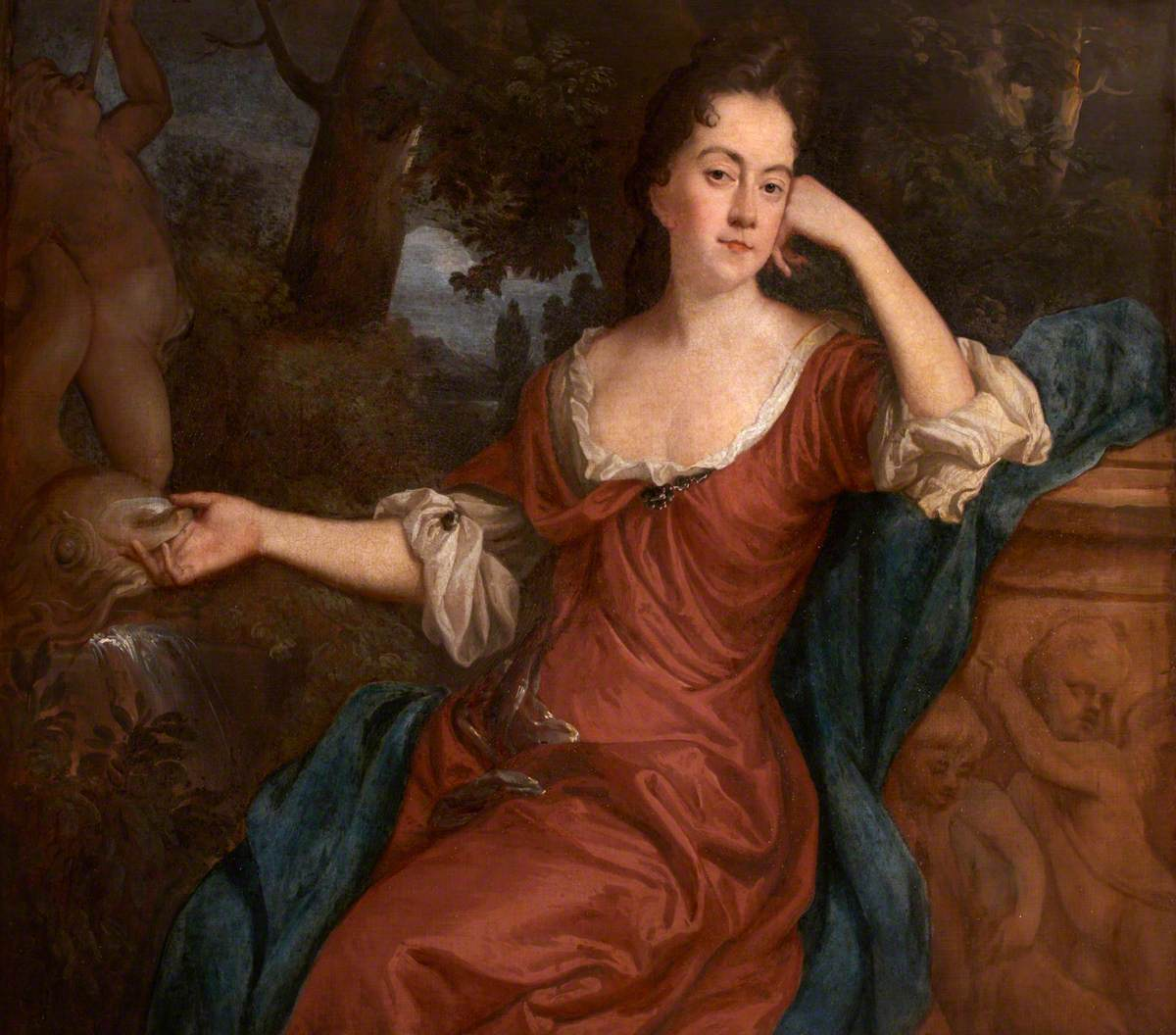
Анн Морис Веррингтон. Ок. 1665. Холст, масло. Национальный фонд
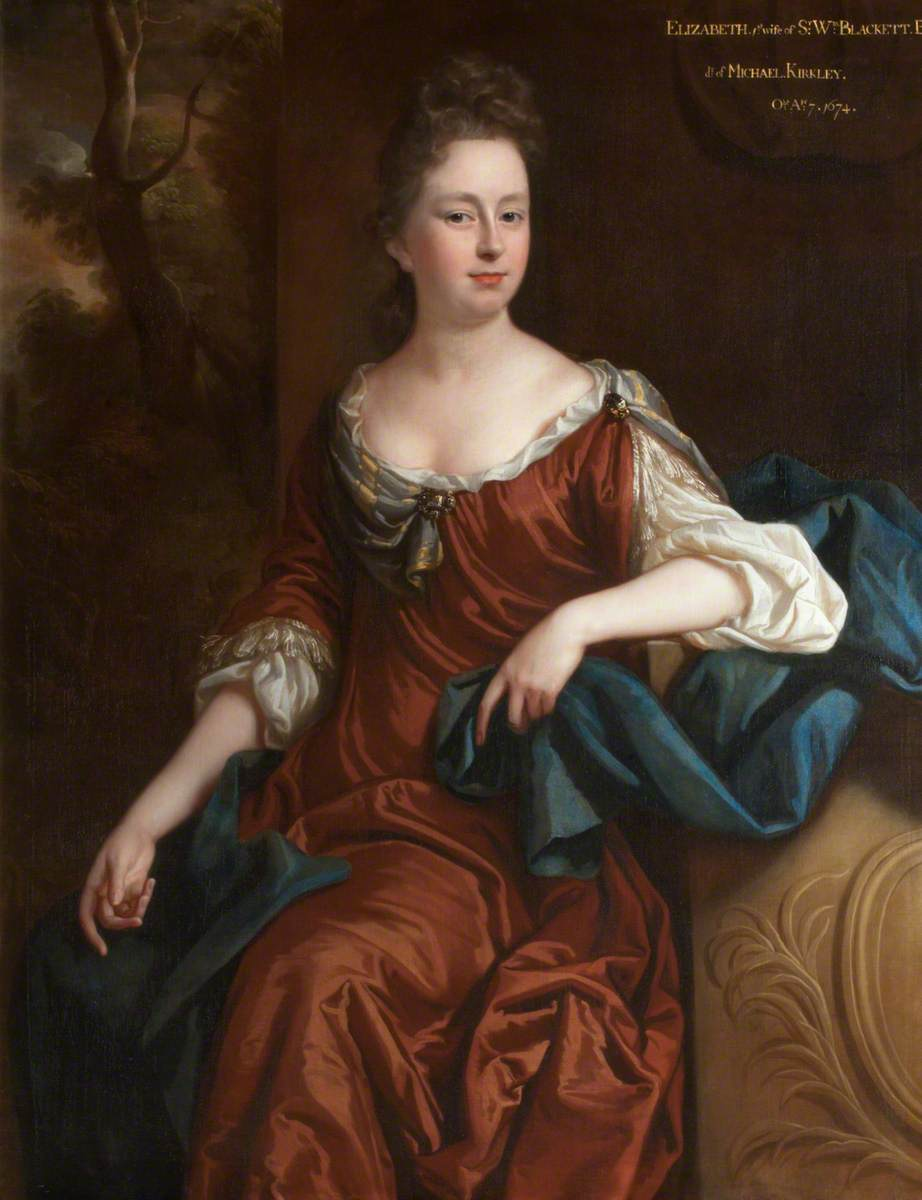
Элизабет Кёркли. 1670-е гг. Холст, масло. Национальный фонд